# Jean-Pierre Richard
Jean-Pierre Richard (ur. 15 lipca 1922 w Marsylii, zm. 15 marca 2019 w Paryżu) – francuski literaturoznawca i krytyk literacki.
Ukończył wyższe studia w dziedzinie literatury w 1945, w 1962 obronił doktorat. Wykładał literaturę na różnych uniwersytetach Szkocji, w Londynie oraz w Instytucie Francuskim w Madrycie.
Na jego metodologię krytyczną wpłynęły prace Gastona Bachelarda i Georges’a Pouleta. Cel prowadzonych przez siebie badań i analiz literackich przedstawił w pracy Poésie et Profondeur opublikowanej po raz pierwszy w 1955. Jak pisał, jego dążeniem było odkrycie momentu, w którym precyzuje się idea dzieła literackiego, równocześnie decydując o powstaniu utworu, jak i przemieniając jego autora („moment powstania człowieka, pisarza i dzieła”). Czerpiąc z psychologii, Richard poszukiwał związków między osobistym postrzeganiem świata przez pisarza a jego dziełami, za decydujące dla podejmowania aktywności twórczej i jej dalszego przebiegu uważał instynktowne poszukiwanie dobra przez człowieka oraz procesy marzenia na jawie (la rêverie, w odróżnieniu do snu; fr. le rêve).
Autor esejów poświęconych twórczości Stendhala, Flauberta, Fromentina, braci Goncourt, Mallarmé.